# Nezir Škaljić
Hadži Mehmed Nezir-efendija Škaljić (23. února 1844 Rogatica, osmanská říše – 10. března 1905 Sarajevo, Bosna a Hercegovina) byl bosenskohercegovský islámský duchovní bosňáckého původu. V letech 1899–1905 byl sarajevským starostou.

## Životopis
O Škaljićově dětství a raném mládí nejsou bližší zprávy. V rodném městě zřejmě navštěvoval mekteb a medresu, islámské školy. Již v mladickém věku se začal věnovat soudcovské profesi, nejprve působil jako kádí v Rogatici, později i ve Srebrenici a Foči. Roku 1873 se stal předsedou obchodního soudu v Sarajevu. Po rakousko-uherském záboru Bosny a Hercegoviny roku 1878 zastával post kádího při okružním soudu v Sarajevu (1878–1880). Roku 1880 byl na vlastní žádost tohoto úřadu zproštěn. Jistý čas byl starostou Rogatice. Od 3. února 1881 opětovně vykonával soudcovskou činnost u okružního soudu v Sarajevu. Roku 1882 byl jmenován členem ulema-medžlisu, nejvyšší rady duchovních Islámského společenství v Bosně a Hercegovině, vedle toho se roku 1884 stal soudcem Vrchní šarí‘atského soudu v Sarajevu. V této pozici setrval až do roku 1899, kdy byl penzionován.
Škaljić byl členem tříčlenné komise, která od podzimu 1881 do poloviny roku následujícího ve Vídni připravovala reformu soudního systému v Habsburky okupované Bosně a Hercegovině. Byl považován za odborníka na islámské právo, a tudíž měl velký vliv na proměnu šarí‘atských soudů v Bosně a Hercegovině – ty byly nově dvoustupňové (vícero chotárských soudů a jeden vrchní v Sarajevu) a získaly příslušnost pouze pro rodinné a dědické právo. Sám se podílel na částečném překladu osmanského občanského zákoníku, Mecelle, do bosenského jazyka. Roku 1890 Škaljić vedl výpravu muslimských poutníků z Bosny a Hercegoviny do Mekky, kde s nimi vykonal hadždž.
Roku 1899, kdy ze zdravotních důvodů rezignoval sarajevský starosta Mehmed-beg Kapetanović, na přání Zemské vlády pro Bosnu a Hercegovinu zaujal místo prvního muže sarajevského zastupitelstva. Sarajevským starostou se stal i navzdory tomu, že v komunálních volbách v březnu 1899 vůbec nekandidoval. V úřadu působil i po volbách v březnu 1902, kdy skončil na nevolitelném desátém místě a Zemská vláda proto musela posunout volební census v jeho prospěch. V čele hlavního města setrval až do své smrti.
Škaljić byl nositelem řady vyznamenání: roku 1881 obdržel řád Františka Josefa V. třídy, roku 1891 pak řád železné koruny III. třídy a nakonec roku 1903 řád Františka Josefa II. třídy, komtur s hvězdou.
Nezir-efendija měl syna Abdulaha Škaljiće (?–1898), který šel v otcových stopách a stal se šarí‘atským soudcem.
Nezir Škaljić zemřel pod dlouhé nemoci 10. března, hned druhého dne se uskutečnila zádušní mše v Gazi Husrev-begově mešitě v Sarajevu. Tělo zesnulého bylo podle muslimské tradice přednášeno na rukou věřících od jeho domu k Begově mešitě a odtud na hřbitov u sarajevské mešity Bakije.